# Železniki, Metlika
Železniki este o localitate din comuna Metlika, Slovenia, cu o populație de 28 de locuitori.